# Brotte-lès-Luxeuil
Brotte-lès-Luxeuil là một xã thuộc tỉnh Haute-Saône trong vùng Bourgogne-Franche-Comté phía đông nước Pháp.